# 柯利犬行動
柯利犬行動（Operation Collie）是第二次世界大戰期間之1945年7月5日至11日英國皇家海軍所執行的行動。其目標首先是對日軍在尼科巴群島的陣地進行海軍艦砲砲擊和空襲，特別是楠考里島。其次，在可能的入侵之前為掃雷行動提供掩護。第三，對蘇門答臘北部的日軍機場進行空襲。

## 概要
柯利犬行動在海軍少將威爾弗里德·魯珀特·帕特森的指導下進行，皇家海軍艦隊航空隊884海軍航空中隊共出動F6F地獄貓戰鬥機82架次。英軍共有兩名飛行員遇難，一名在起飛時遇難，一名在行動中遇難；損失了6架飛機，其中3架是被日軍擊落的。然而總體而言，柯利犬行動是成功的，一份報告指出，「三支掃雷艦隊在馬來亞西北海岸和尼科巴群島周圍海域清除了167顆水雷。」